# Eloria noyesi
Molia smocurilor de coca  (Eloria noyesi) este o molie ale căror larve se hrănesc cu plantele de coca. Se găsește mai ales în Peru, Bolivia și Columbia. Guvernul din Columbia a propus un plan pentru a elibera un număr mare din aceste molii pentru a distruge culturile de coca în țara lor.

## Morfologie
Fluture foarte mic, cu o lungime de aproximativ 16 mm. Are o anvergură de aproximativ 30 mm. Aripile sunt bej.

## Legături externe
- en MSNBC article about Colombian plan